# Chaise de barbier
Pour les articles homonymes, voir Chaise (homonymie).

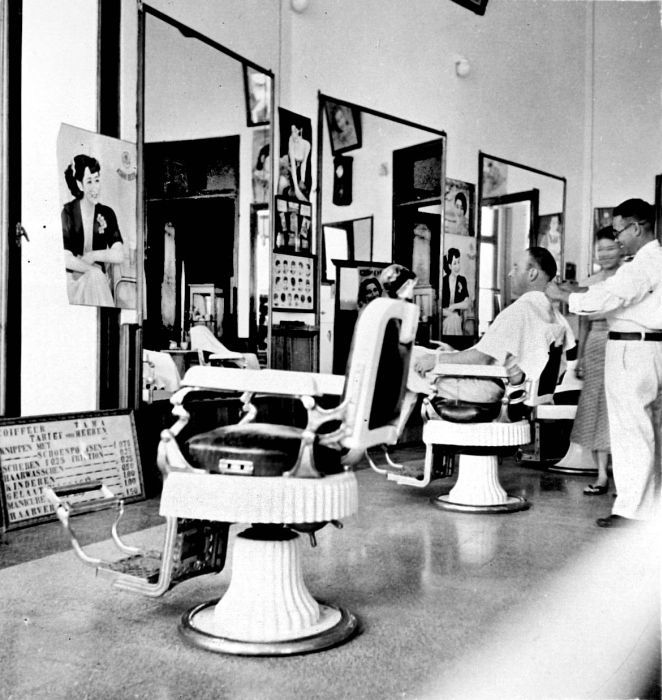
Chaises de barbier dans un salon de coiffure à Surabaya (Java oriental).

Une chaise de barbier est un type de chaise destinée à asseoir la clientèle des barbiers et des coiffeurs. 

## Caractéristiques
Selon les modèles, les pays et les époques, elle peut présenter toutefois certaines caractéristiques communes comme un appui-tête, des accoudoirs ainsi qu’un repose-pieds. Elle peut avoir un mécanisme d’axe central rotatif à 360° qui permet d’ajuster la hauteur,.

## Histoire
Dans des bibliothèques du XVIe siècle, le lecteur pouvait équiper de roulettes une chaise de barbier afin d'accélérer ses déplacements entre la roue à livres et les étagères lors de ses travaux de recherches.
Au début du XVIIIe siècle en France, le barbier, considéré comme un « marchand de nouvelles » utilisait cette chaise le dimanche matin pour couper la barbe hebdomadaire des paysans, des ouvriers et des domestiques en attendant le début de la messe dominicale.

## Objet de musée et de collection
Le barbier-coiffeur de nombreuses personnalités, Franco Novara qui a exercé 30 ans au château Frontenac, a fait don de sa chaise de barbier au musée de la Civilisation de Québec